# Mar de d'Urville
Mar Dumont d'Urville (latitude 66° 00' 00.0" S, longitude 141° 00' 00.0" E) é um mar do Oceano Glacial Antárctico. Foi batizado por M. Dawson, que assim homenageou o oficial e explorador francês Jules Dumont d'Urville. Corresponde ao trecho do Oceano Antártico ao longo da Terra Adélia.

O mar de D'Urville situa-se na Antártida Oriental, ao longo da Terra Adélia.